# Washington Mutual
Washington Mutual (abreviată la WaMu) este o bancă americană listată la bursa de valori New York Stock Exchange, care a fost cea mai mare instituție de economii și de credite din Statele Unite. În ciuda numelui său, a încetat a mai fi o companie de acest tip în 1983, întrucât a devenit o companie publică, listată la New York Stock Exchange.
În ziua de 17 septembrie 2008, s-a anunțat că firma însăși, Washington Mutual, s-a autolistat de a fi pusă la vânzare, respectiv că firma Goldman Sachs începuse deja cu câteva zile înainte o acțiune de licitare a bunurilor WaMu.
Joi, 25 septembrie 2008, agenția Statelor Unite menită să reglementeze astfel de situații, Office of Thrift Supervision sau OTS, a anunțat că va vinde cea mai mare parte a bunurilor funcționale ale WaMu conglomeratului bancar JPMorgan Chase.  Colapsarea WaMu este considerat a fi cea mai mare devalorizare și cădere bancară din istoria financiară a Statelor Unite ale Americii.

## Galerie

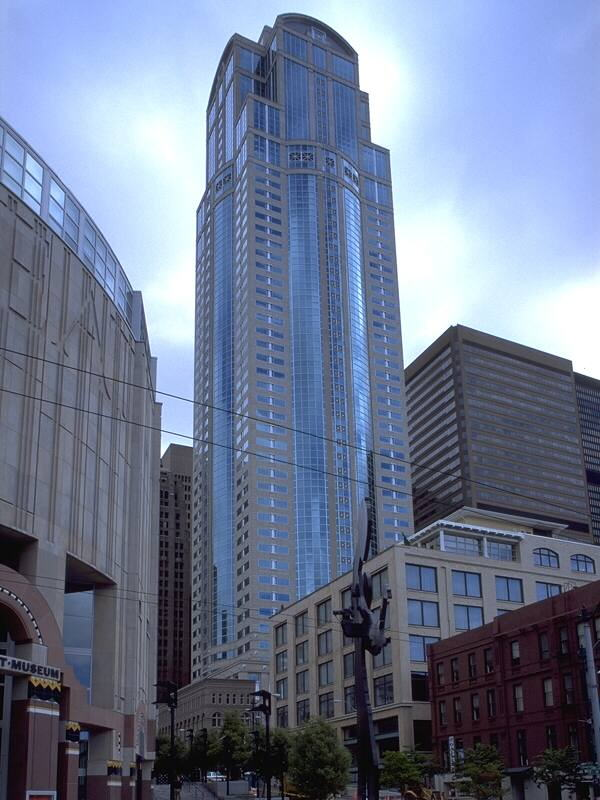
Turnul Washington Mutual din Seattle, Washington
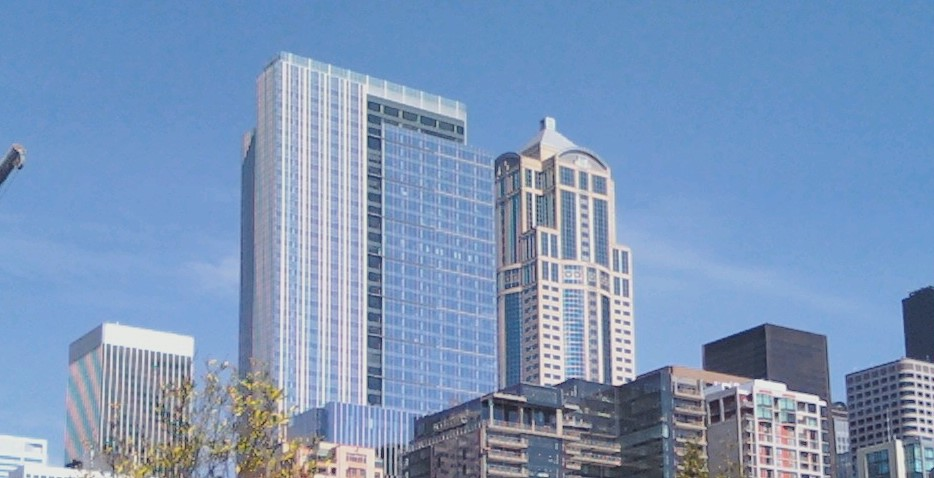
Ultimul sediu al companiei Washington Mutual, WaMu Center (centru stânga), şi sediul anterior, Turnul Washington Mutual (centru dreapta) din Seattle, Washington.